# KLF家族
Kruppel样转录因子家族（英語：Krüppel-like family of transcription factors，简称KLF家族）是一个锌指转录因子家族，其锌指结构为属C2H2型，与SP1样转录因子家族共同组成更大的Sp/KLF家族。
人类基因组中的KLF家族成员有：
KLF1、KLF2、KLF3、KLF4、KLF5、KLF6、KLF7、KLF8、KLF9、KLF10、KLF11、KLF12、KLF13、KLF14、KLF15、KLF16、KLF17